# Alexandre de Tudela i Pérez
Alexandre de Tudela i Pérez (València, 1861 - Barcelona, 2 de gener de 1935) va ser un geògraf valencià, professor de l'Escola Normal de Mestres.
Es formà a València al costat de Baltasar Perales amb qui conegué i compartí les idees educatives del grup de professors krausistes. Estudià magisteri a Madrid i entrà en contacte amb el nucli de la Institución Libre de Enseñanza. Fou deixeble de l'eminent pedagog Pedro de Alcántara García Navarro, professor de l'Escola Normal Central de Madrid i impulsor de la pedagogia de Fröbel, amb qui travà una gran amistat. Fou mestre públic al petit poble de Sant Esteve.
El 1881 el trobem com a professor a la Escola Normal de Girona i per passar, el 1882, a la de Tarragona. On seguí difonent la pedagogia froebeliana i els plantejaments educatius institucionistes com a professor de pedagogia de les dues Escoles Normals femenina i masculina tarragonines. En un centre privat de Tarragona començà a impulsar les excursions escolars com a eina pluridisciplinar d'aprenentatge i com a camí de renovació de la didàctica de la geografia no sense l'oposició dels sectors més tradicionals del magisteri. Recollí aquesta experiència en una sèrie d'articles publicats a La Escuela Moderna, revista portaveu dels sectors renovadors de l'educació, publicats entre 1892 i 1894. Totes aquestes experiències foren aplegades en el seu llibre Estudios pedagògicos (...) Páginas del "Diario de un maestro". Excursiones escolares que veié la llum el 1895, amb un pròleg del mateix García Navarro que defineix Alejandro de Tudela com un veritable mestre i difusor de la renovació educativa. Obra que en la seva primera part és una exposició de les idees, accions i pràctiques pedagògiques d'Alexandre de Tudela. També col·laborà a la Revista de Escuelas Normales i a la Revista de Educación dirigida per Joan Bardina.
Es traslladà a l'Escola Normal de Barcelona l'any 1902. L'any següent és nomenat professor numerari de l'Escola Normal de Pontevedra, però continuà a la Normal de Barcelona en comissió de serveis. Per una permuta, aquell mateix any, és nomenat definitivament numerari del centre barceloní on portarà a terme una notable tasca de formació del futurs mestres fins a la seva jubilació l'any 1931. Impulsarà dotar als alumnes d'una sòlida formació humana i també tècnica i professional. Prosseguí amb les visites i excursions com a eina educativa. Davant la crisi social que es vivia, aprofundí en la metodologia de l'educació cívica i recollí el treball pràctic realitzat al Grup Escolar Baixeras en una monografia publicada el 1924.
Malgrat l'academicisme que, en general, presidia la formació del magisteri, Alexandre de Tudela ajudà a encaminar a un bon gruix de promocions de mestres a formar part del moviment de renovació pedagògica que visqué Catalunya durant el primer terç del segle xx. Convençut de que una autèntica revolució social seria fruit d'una educació de qualitat i alliberadora a través dels mestres i d'una escola basada en l'aprenentatge per l'experiència i en els interessos del alumnes. L'acció i treballs en aquest sentit d'Alexandre de Tudela, malgrat son mancats d'un estudi aprofundit, el mostren com un dels agents de referència de la innovació educativa de la Catalunya del seu temps.
L'any després de la seva mort els seus deixebles organitzaren una sessió d'homenatge al seu mestre amb una conferència d'Artur Martorell.

## Publicacions
- Estudios pedagógicos (...) Páginas del "Diario de un maestro". Excursiones escolares. Tarragona: Jaume Pere Aguadé, 1895.
- La Escuela Normal de Maestros de Tarragona: apuntes para una monografia histórica. Tarragona: Pàmies, 1897.
- La educación cívica en la escuela primaria: estudio de metodologia aplicada a la enseñanza del derecho usual. Girona: Dalmau Carles, Pla, 1924 i 1936.
- El gobierno de los niños: conferencia dada en la Liga de Educación Familiar. Barcelona: Elzeviriana, 1916.
- Algunas ideas sobre la reválida de maestro. Girona : Dalmau Carles, 1916.
- Historia de la Pedagogia: plan del curso, con orientaciones y ejercicios a realizar. Barcelona: J. Ruiz Romero, [192-?].